# Pablo Lara (piłkarz)
Pablo Emiliano Lara Nevarez (ur. 29 czerwca 2005 w Tijuanie) – meksykański piłkarz występujący na pozycji bramkarza, od 2024 roku zawodnik Pumas UNAM.